# أرشيبالد
أرشيبالد (بالإنجليزية: Archibald)‏ هو عازف بيانو أمريكي، ولد في 14 سبتمبر 1916 في نيو أورلينز في الولايات المتحدة، وتوفي في 8 يناير 1973.